# Monte Ganguren
El monte Ganguren (también conocido como Gangurengana o Santa Marina) es el punto más alto del cordal que separa los valles de Ibaizabal y Nervión del de Asua. Es una de las 7 colinas que rodean Bilbao y tiene una altitud de 477 metros sobre el nivel del mar. La cumbre se ubica en el municipio de Galdácano y está colonizada por un conjunto de antenas.

## Descripción
La cima del monte Ganguren es la más alta de la sierra que lleva su mismo nombre. Esta cadena de montes es un cinturón al norte de Echévarri, Basauri y Galdácano que comprende desde la cima de San Bernabé hasta la de Kukusburu. En las faldas del Ganguren se pueden observar repoblaciones de pino de Monterrey o Insignis y también otras especies más raras como los marítimos o resineros. En la cima, se pueden observar arándanos y un brezo llamado Daboecia cantábrica del que crecen flores violáceas específicas de la costa cantábrica. Desde allí, se puede divisar El Abra y la costa cantábrica y también las cimas de Durangaldea. Debido al espacio que ocupan las antenas, el buzón no se encuentra exactamente en la cima, sino unos metros más abajo. Para llegar a él, existe un pequeño sendero que exige la total atención de los aficionados al monte.

## La leyenda
En la cumbre del monte Ganguren existió durante la Edad Media una ermita dedicada a Santa Marina o Santa María (ermita de San Marina de Ganguren o Santamañe). Aunque aparece citada en el año 1591, se cree que fue construida durante el siglo XI. Tuvo carácter de parroquia, ya que incluía pila bautismal. Se derribó en 1782 y sus materiales y objetos de culto se utilizaron en otras ermitas e iglesias. Hay una leyenda que habla de la existencia de tres hermanas penitentes que vivían en sus eremitorios de los montes Arrola (Orozco), Ganguren (Galdácano) y Peñas (Urdúliz). Se comunicaban entre sí. En su honor, se construyeron las ermitas que aún existen, excepto la del monte Ganguren.

## Rutas de ascenso
I Mendi Martxa
Por primera vez, el Ayuntamiento de Etxebarri celebró el pasado 16 de septiembre de 2018 la primera edición de la Etxebarri Mendi Martxa. Consistía en llevar a cabo dos rutas de senderismo por el monte Ganguren: una marcha familiar de 8 km y otra más larga de 17 km. Todo el dinero recaudado se destinó a ayudar a las personas refugiadas en Grecia.
Tiempos de accesos
- Marcha familiar (8 km)[6]
- Marcha larga (17 km)[7]